# Mīskanak
Mīskanak (persiska: مِسكَنَك, ميس كَن, میسکنک) är en ort i Iran.   Den ligger i provinsen Hormozgan, i den sydöstra delen av landet, 1 100 km sydost om huvudstaden Teheran. Mīskanak ligger 19 meter över havet och antalet invånare är 260.
Terrängen runt Mīskanak är platt. Runt Mīskanak är det ganska glesbefolkat, med 25 invånare per kvadratkilometer. Närmaste större samhälle är Mīnāb, 13,0 km norr om Mīskanak. Trakten runt Mīskanak är ofruktbar med lite eller ingen växtlighet.